# Monte Velha
Monte Velha es un pico ubicado en la parte noreste de la isla de Fogo en Cabo Verde, entre el Chã das Caldeiras y la costa del municipio de Mosteiros. Es un subpico del volcán Pico do Fogo y parte del parque natural de Fogo.

## Geografía

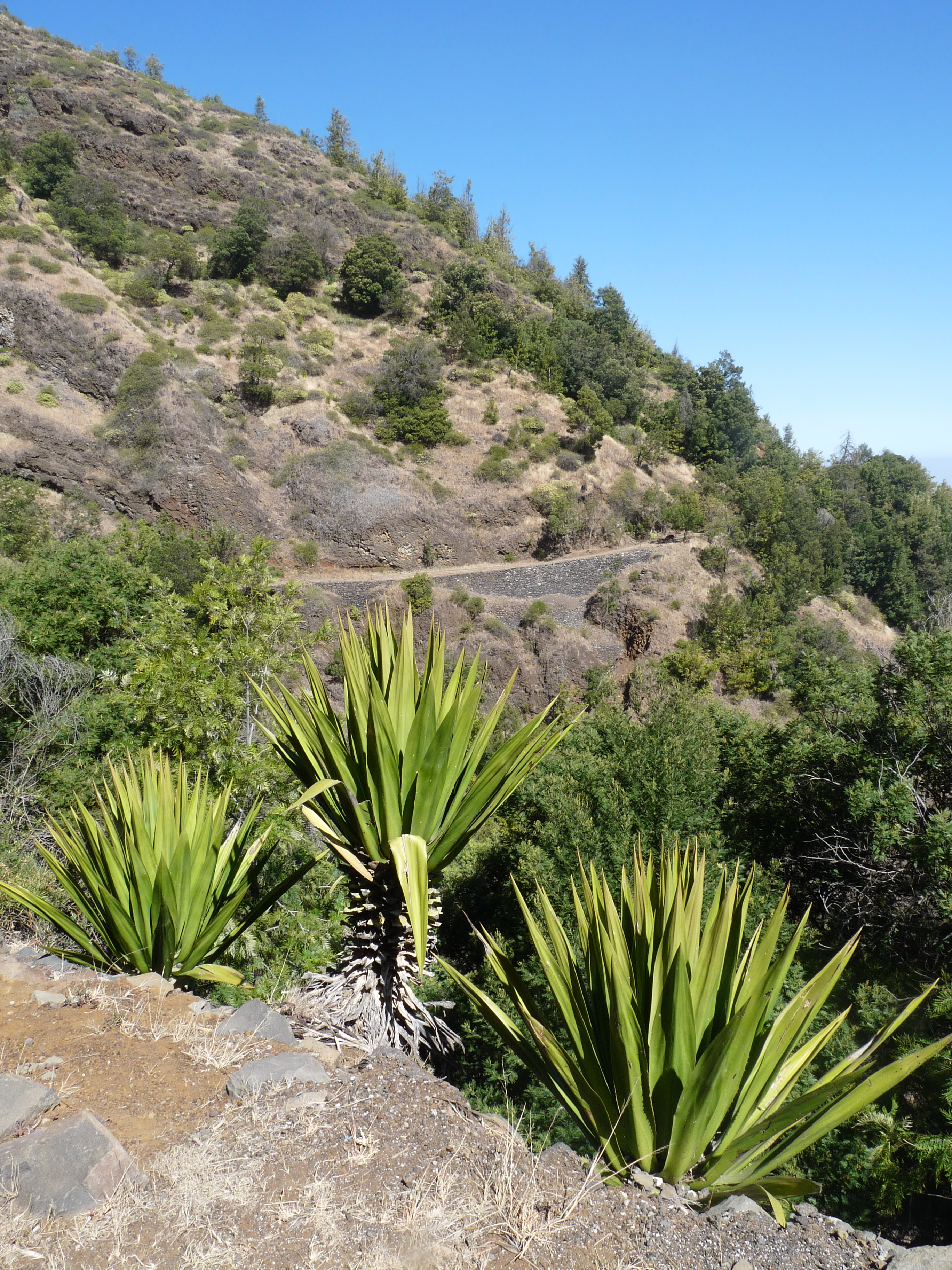
Camino bordeado de agave sisalana en el Monte Velha

### Topografía
Monte Velha alcanza una altura máxima de 1482 metros sobre el nivel del mar. Se caracteriza por tener pendientes inclinadas en sus laderas.

### Clima
Debido a su exposición a los vientos del noreste, Monte Velha tiene una humedad más alta que el resto de la isla, así como una vegetación diferente. Cuenta con una estación pluviométrica creada en 1942 ubicada a 1300 metros.
Según un estudio del período 1970-1988, la zona recibió una precipitación media anual de 664.1 mm. El geógrafo portugués Orlando Ribeiro, estudió la zona en la década de 1950, dando a conocer una precipitación de 1037 mm en Monte Velha comparado con los 509 mm de otros lugares de la isla. Un estudio de la Universidad de Bonn indica unos 1457 mm de precipitación en los primeros años de la década de los 2000 y una irregularidad del clima de Monte Velha con respecto a otros lugares de Fogo.

## Reserva
Monte Velha cuenta con una reserva de 850 hectáreas llamada perímetro florestal de Monte Velha. La reserva natural ha sido víctima de distintos incendios, en 2011 tuvo un incendio que consumió más de 80 hectáreas, equivalente al 9% del área total.